# Integrin α-M
Integrin α-M (synonym CD11b) ist ein Oberflächenprotein.

## Eigenschaften
CD11b ist ein Zelladhäsionsmolekül und wird vor allem in dendritischen Zellen, Monozyten, Makrophagen und Granulozyten gebildet. Der Proteinkomplex aus Integrin α-M und Integrin β-2 ist an der Zelladhäsion und der Endozytose von Komplement-gebundenen Partikeln beteiligt, durch Bindung an das R-G-D-Peptid im C3b. Weiterhin bindet der Komplex an Fibrinogen (P1- und P2-Peptid der gamma-Kette), Faktor X und ICAM1. CD11b bindet Calciumionen, ist glykosyliert und besitzt Disulfidbrücken.